# フリードリヒの不等式
数学におけるフリードリヒの不等式（フリードリヒのふとうしき、英: Friedrichs' inequality）とは、カート・フリードリヒによる函数解析学の一定理である。函数の弱微分に対する Lp 評価と、その定義域の形状を利用することで、その函数のLp ノルムに対する評価を与えるものである。ソボレフ空間上のいくつかのノルムが同値であることを示すために利用することが出来る。

## 不等式の内容
Ω はユークリッド空間 Rn の有界部分集合で、その径は d とする。u : Ω → R はソボレフ空間 {\displaystyle W_{0}^{k,p}(\Omega )} に属するものとする（すなわち、u は Wk,p(Ω) に属し、そのトレースはゼロ）。このとき、次が成り立つ。
{\displaystyle \|u\|_{L^{p}(\Omega )}\leq d^{k}\left(\sum _{|\alpha |=k}\|\mathrm {D} ^{\alpha }u\|_{L^{p}(\Omega )}^{p}\right)^{1/p}.}
この評価式において
- {\displaystyle \|\cdot \|_{L^{p}(\Omega )}} はLp ノルムを表す；
- α = (α1, ..., αn) は多重指数で、そのノルムは |α| = α1 + ... + αn である；
- Dαu は次の混合偏導函数である。

{\displaystyle \mathrm {D} ^{\alpha }u={\frac {\partial ^{|\alpha |}u}{\partial _{x_{1}}^{\alpha _{1}}\cdots \partial _{x_{n}}^{\alpha _{n}}}}.}